# Station Przybyłowice
Station Przybyłowice is een spoorwegstation in de Poolse plaats Przybyłowice.